# Philippe V de Hanau-Lichtenberg
Pour les articles homonymes, voir Hanau (homonymie).

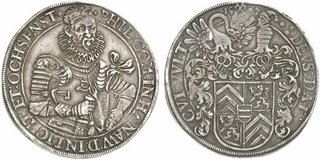
Monnaie datée de 1597 et frappée à l'effigie de Philippe V de Hanau-Lichtenberg.

Le comte Philippe V de Hanau-Lichtenberg (né le 21 février 1541 à Bouxwiller et décédé le 2 juin 1599 à Niederbronn) est un seigneur alsacien.
Fils de Philippe IV et d'Éléonore de Fürstenberg, il est à l'origine du réaménagement du château de Lichtenberg en forteresse et règne sur le comté à partir de 1585. Il se marie trois fois ; grâce à son premier mariage avec Ludovica Margaretha, héritière du comté de Deux-Ponts-Bitche (Zweibrücken-Bitsch), il prend possession des territoires de ce comté.
C'est un homme lettré et intelligent. Il est le premier à faire frapper monnaie dans le comté et fait remettre en état les sources thermales de Niederbronn, où il meurt dans son bain.
Son mausolée en marbre, érigé dans la chapelle du château, est un des plus beaux de style Renaissance en Alsace.

## Famille
Philippe V s'est marié trois fois:
1. le 14 octobre 1560 à Bitche, avec la comtesse Louise-Marguerite de Deux-Ponts-Bitche (* 19 juillet 1540 à Ingwiller; † 15 décembre 1569 à Bouxwiller. Fille et unique héritière du conte Jacques de Deux Ponts-Bitche (* 19 juillet 1510; † 22 mars 1570). Inhumée à Ingwiller. Il eut avec elle plusieurs enfants:
  1. Johanna Sibylle (* 6 juillet 1564, baptisée le 17 juillet 1564 à Lichtenberg; † 24 mars 1636 à Runkel), épouse du comte Guillaume V de Wied-Runkel et Isenbourg († 1612)
  2. Philippe (* 7 octobre 1565, baptisé le 24 octobre 1565 à Bouxwiller ; † 31 août 1572[1] à Strasbourg), inhumé à Neuwiller-lès-Saverne.
  3. Albrecht, né le 22 novembre 1566[2] et baptisé le 11 décembre 1566 à Bouxwiller; † 13 février 1577 à Haguenau), inhumé à Neuwiller.
  4. Catherine (née le 30 janvier 1568, baptisée le 7 février 1568[3] à Bouxwiller ; † 6 août 1636), épouse de Schenk Eberhard de Limpurg-Speckfeld (* 1560; † 1622)
  5. Johann Reinhard 1er (* 13 février 1569 à Bitche; † 19 novembre 1625 à Lichtenberg)
2. le 18 février 1572 à Bitche, avec la comtesse Catherine de Wied (* 27 mai 1552; † 13 novembre 1584 à Lichtenau). Inhumée à Ingwiller. Il eut avec elle plusieurs enfants:
  1. Juliane (* 6 mars.1573[4] baptisée le 29 mars à Babenhausen; † 8 avril 1582[5] à Bouxwiller), inhumée à Neuwiller
  2. Eléonore (* 13 juin 1576 à Babenhausen[6] ; décédée enfant)
  3. Philippe (* 21 juillet 1579 à Babenhausen; † 23 février 1580 à Bouxwiller), inhumé à Neuwiller.
  4. Amalie (* 14 mars 1582 à Bouxwiller; † 11 juillet 1627 à Bouxwiller), inhumée à Lichtenberg.
3. le 20 juin 1586 à Bouxwiller avec la Schenkin Agathe de Limpurg-Obersontheim (* 17 novembre 1561; † 1623), fille du Reichserbschenken Frédéric VII, sire de Limpurg-Obersontheim (* 6 août 1536; † 29 janvier 1596), inhumée à Lichtenberg. Elle épouse en 1605 en deuxième le comte Rodolphe de Soultz, Landgrave à Klettgau (* 13 février 1559; † 5 mai 1620), veuf de Barbara de Staufen. Avec Philippe V, Agathe donna naissance à plusieurs enfants: 
  1. Agathe (* 17 juin 1587; † après 1605[7])
  2. Reinhard (* 21 janvier 1589; † 7 février 1589), inhumé à Neuwiller
  3. Anne Marguerite (* après 1589; † peu après la naissance).

### Articles annexes
- Chapelle castrale de Lichtenberg